# Sérgio Santos (produtor musical)
Sérgio Ricardo Oliveira dos Santos (Rio de Janeiro, 9 de abril de 1987) é um produtor musical e compositor brasileiro. Ele foi indicado ao Grammy Latino de 2018 pelo seu trabalho no álbum Dona de Mim da cantora IZA, além de ter sido um dos fundadores do selo musical da Som Livre, o InBraza.

## Carreira
Alguns dos seus maiores destaques são suas canções e trabalhos com artistas como IZA, Pedro Sampaio, Gilsons, Glória Groove, Anitta e Luísa Sonza. Seu catálogo é bem variado e passa por diversos gêneros musicais, que vão do pop, reggae, R&B e funk, até a MPB de Gilberto Gil e Lulu Santos e o axé dos grupos Tchakabum e Psirico, por exemplo.
Foi reconhecido por seu trabalho em premiações e indicações, como o Prêmio Multishow que ganhou duas vezes (Música do Ano 2018 com "Pesadão" e Música Chiclete 2020 com "Sentadão") e foi indicado ao Grammy Latino de 2018 na categoria “Melhor Álbum de Música Pop Contemporânea em Língua Portuguesa” pelo álbum Dona de Mim.
É também um dos fundadores do selo musical InBraza, juntamente com Pablo Bispo e Ruxell, parceiros em diversas canções.

## Discografia
| Canção                  | Ano  | Artista       | Álbum       |
| ----------------------- | ---- | ------------- | ----------- |
| Pesadão                 | 2017 | IZA           | Dona de Mim |
| Ginga                   | 2018 | IZA           | Dona de Mim |
| Meu Talismã             | 2019 | IZA           |             |
| Evapora                 | 2019 | IZA           |             |
| Meu Mel                 | 2019 | Anitta        |             |
| Até o céu               | 2019 | Anitta        |             |
| Mil Grau                | 2019 | Glória Groove | Alegoria    |
| Hoje eu quero me perder | 2020 | Lagum         |             |
| Affair                  | 2020 | Glória Groove |             |
| Gueto                   | 2021 | IZA           |             |
| Sem Filtro              | 2022 | IZA           |             |